# شهرستان مدیسون (مونتانا)
شهرستان مدیسون، ایالت مونتانا (به انگلیسی: Madison County, Montana) یک سکونتگاه مسکونی در ایالات متحده آمریکا است که در ایالت مونتانا واقع شده‌است.

## خصوصیات
شهرستان مدیسون ۹٬۳۳۱٫۷۸ کیلومترمربع مساحت دارد.